# Tillandsia ariza-juliae
Tillandsia ariza-juliae es una especie de planta epífita dentro del género  Tillandsia. Es originaria de República Dominicana y Puerto Rico.

## Cultivares
- Tillandsia 'Pruinariza'[2]

## Taxonomía
Tillandsia ariza-juliae fue descrita por  L.B.Sm. & Jiménez y publicado en Phytologia 6: 433, t. 1, f. 1, 2. 1959.
Etimología
Tillandsia: nombre genérico que fue nombrado por Carlos Linneo en 1738 en honor al médico y botánico finlandés Dr. Elias Tillandz (originalmente Tillander) (1640-1693).
ariza-juliae: epíteto